# Findet Nemo
Findet Nemo (Originaltitel Finding Nemo) ist ein US-amerikanischer Animationsfilm der Pixar Animation Studios aus dem Jahr 2003, der durch Walt Disney und Buena Vista vertrieben wurde. Es ist der fünfte abendfüllende Pixar-Spielfilm. Bei der Oscarverleihung 2004 wurde Findet Nemo als Bester animierter Spielfilm ausgezeichnet.
Der Film lief am 30. Mai 2003 in den Vereinigten Staaten und Kanada in den Kinos an und spielte am Eröffnungswochenende mit etwa 70 Millionen US-Dollar das zum damaligen Zeitpunkt beste Einspielergebnis eines Animationsfilms ein. In Deutschland startete der Film am 20. November 2003. Findet Nemo erschien am 4. November 2003 als Doppel-DVD in den Vereinigten Staaten und in Kanada und avancierte mit 28 Millionen Kopien zur bestverkauften DVD dieses Jahrgangs.
Als 3D-Fassung kam der Film am 14. September 2012 in die Kinos.
Die Fortsetzung Findet Dorie kam im Juni 2016 in die US-amerikanischen Kinos.

## Handlung
Das Clownfischpaar Marlin und Cora ist überglücklich. Sie haben ein Quartier in einer Symbioseanemone gefunden, wo sie ihre Jungen großziehen können. Doch ihr Glück wird von einem Barracuda jäh unterbrochen, der Cora und fast das gesamte Gelege verschlingt. Nur ein Ei, darin Nemo, übersteht den Angriff. Marlin zieht Nemo überbehütend groß, nicht nur weil er Marlins einziges Kind ist: Er hat auch eine schwächere rechte Flosse, von seinem Vater „Glücksflosse“ genannt.
An seinem ersten Schultag macht sich Nemo zusammen mit seinem Vater Marlin auf den Weg zur Schule. Dem Vater fällt es schwer, den Sohn ziehen zu lassen. Kaum ist die Fischkinderschar mit ihrem Lehrer zu einem Ausflug aufgebrochen, erfährt er, dass sie zum Abhang des Korallenriffs schwimmen wollen, was er für viel zu gefährlich hält. Marlin schwimmt hinterher und findet Nemo schließlich abseits der Schulklasse, als er mit seinen neuen Freunden neugierig ein auf dem Meer schwimmendes Boot bewundert. Als eine Art Mutprobe überbieten sich die jungen Fische gegenseitig darin, dem Boot immer näher zu kommen. Marlin und Nemo geraten in einen Streit, und Nemo schwimmt wütend auf das Boot zu. Er berührt es trotzig und wird plötzlich von einem Taucher gefangen, der mit ihm im Boot verschwindet und davonfährt. Panisch versucht Marlin, dem Boot nachzuschwimmen, verliert es jedoch schon bald aus den Augen.
Der verzweifelte Marlin trifft auf die unter Amnesie leidende Palettendoktorfisch-Dame Dorie. Als er sie loswerden will, werden die beiden von einem Weißen Hai namens Bruce abgefangen, der sie auf eine Party einlädt. Diese entpuppt sich als eine Art Vegetarier-Selbsthilfegruppe, in der Bruce und die Haie Hammer und Hart ihre Neigung, andere Fische zu fressen, überwinden wollen. Mitten in diesem Treffen entdeckt Marlin die Tauchmaske von Nemos Entführer. Beim Versuch, die Schrift auf der Rückseite der Brille zu entziffern, entdeckt Bruce seinen Appetit auf Fleisch wieder, weil er Blut gewittert hat. Nun hat er es auf Marlin und Dorie abgesehen, sodass die beiden mit der Brille panisch das Weite suchen. Während der Flucht fällt Dorie ein, dass sie lesen kann.
Als Dorie die Brille wenig später versehentlich in einen stockfinsteren Abgrund fallen lässt, schwimmen die beiden hinterher und werden von einem Tiefsee-Anglerfisch angegriffen. Bei der Flucht entdecken sie die Tauchmaske, daraufhin lockt Marlin den Anglerfisch in ihre Nähe, damit Dorie genug Licht hat, um die Adresse „P. Sherman, 42 Wallaby Way, Sydney“ von ihr abzulesen. Zu ihrer eigenen Überraschung kann sie sich die Adresse problemlos merken. Die beiden entkommen und machen sich auf den Weg nach Sydney. Von einem Fischschwarm erfahren sie, dass sie dem „OAS“, dem Ostaustralstrom, folgen müssen. Auf dem Weg dorthin geraten sie in einen Quallenschwarm, dem sie nur knapp entfliehen können. Dabei ziehen sich beide schwere Vergiftungen zu und fallen in Ohnmacht.
Nemo hat währenddessen sein neues Zuhause erreicht. In der Praxis eines Zahnarztes ist er in einem Aquarium gelandet, wo er Freundschaft mit den anderen Fischen schließt. Bald erfahren sie, dass Nemo als Geschenk für Darla gedacht ist, eine Nichte des Zahnarztes, die aufgrund ihrer Angewohnheit, Plastikbeutel mit Fischen aggressiv zu schütteln, als Fischmörderin gilt. Verzweifelt suchen die Aquariumsbewohner nach einer Möglichkeit, Nemo vor seinem Schicksal zu retten. Der Halfterfisch Khan präsentiert einen Fluchtplan, der auch die anderen Bewohner befreien soll: Nemo soll den Filter des Aquariums von innen mit einem kleinen Steinchen blockieren, damit das Aquarium verschmutzt und der Zahnarzt sie alle in kleine Wasserbeutelchen packen muss. Dann sollen sie sich aus dem Fenster und über die Straße bis ins nahegelegene Meer rollen.
Der erste Fluchtversuch scheitert, Nemo entgeht in der Röhre des Aquariumfilters nur knapp dem Tod. Beim zweiten Mal gelingt der Plan zunächst und das Aquarium verschmutzt zusehends. Als die Fische aber am nächsten Morgen aufwachen, ist das Aquarium wieder sauber. Der Zahnarzt hatte in der Nacht ein Selbstreinigungssystem installiert und der Fluchtplan ist erneut gescheitert.
Währenddessen erwachen Marlin und Dorie im OAS in einer Kolonie von Meeresschildkröten, wo sie von Crush und seinem Sohn Racker aufgenommen werden. Hier versteht Marlin zum ersten Mal, dass man statt immer nur vorsichtig zu sein auch gelegentlich Risiken auf sich nehmen und anderen was zutrauen muss. Die Schildkröten setzten Marlin und Dorie kurz vor Sydney ab. Als Dorie einen Wal nach dem Weg fragt, saugt er die beiden Fische ein und transportiert sie in seiner Mundhöhle bis in den Hafen Sydneys. Der Pelikan Niels, der mit den Bewohnern des Zahnarztaquariums befreundet ist, rettet Marlin und Dorie dort vor einem hungrigen Artgenossen und den anwesenden Möwen und bringt sie zur Zahnarztpraxis.
Dort versucht der Zahnarzt, Nemo mit einem Fangnetz aus dem Aquarium zu holen. Die anderen Fische schwimmen zu ihm ins Netz und nach unten, wodurch sie dem Zahnarzt das Netz entreißen, allerdings wird Nemo mit einem Plastikbeutel schließlich doch eingefangen. Als Darla eintrifft, stellt sich Nemo tot, um ins Klo gespült zu werden, das ihn über die Abwasserleitung in die Freiheit gebracht hätte, aber der Zahnarzt will ihn im Müll entsorgen. In diesem Moment stürmen Niels, Marlin und Dorie in die Praxis. Marlin erblickt kurz seinen sich tot stellenden Sohn, ehe der Arzt Nemos Beutel abstellt und Niels mit Marlin und Dorie im Schnabel aus dem Fenster scheucht. Als Darla Nemo bemerkt, hält sie ihn für schlafend und will ihn durch Schütteln des Beutels aufwecken. Um ihn zu retten, lässt sich Khan mit Hilfe des Aquarium-Vulkans auf ihren Kopf katapultieren. Sie lässt Nemos Beutel vor Schreck auf das Zahnarztbesteck fallen, wo er zerplatzt. Von dort schafft Khan es, Nemo mit einem Mundspiegel in das Spülbecken zu bugsieren. Nemo wird den Abfluss hinab bis ins Meer gespült und damit befreit, Khan wird vom Zahnarzt wieder in das Aquarium gesetzt.
Zur selben Zeit setzt Pelikan Niels Marlin und Dorie wieder im Meer ab. Die Stimmung ist getrübt, da alle Nemo für tot halten. Marlin trennt sich von Dorie und schwimmt mit einem Schwarm anderer Fische zurück in Richtung Heimat. Kurz darauf gelangt Nemo aus einem Abflussrohr ins offene Meer, wo er auf die desorientierte Dorie trifft. Als Nemo sich ihr vorstellt, reagiert sie zunächst nicht darauf und hilft ihm ahnungslos bei der Suche nach seinem Vater. Erst als sie zufällig das Wort „Sydney“ auf einem Abwasserrohr liest, erinnert sie sich wieder an ihre gemeinsame Reise mit Marlin und erkennt, dass Nemo sein vermisster Sohn ist. Sie erzählt Nemo aufgeregt, dass Marlin noch in der Nähe sein müsse, und tatsächlich gibt es kurz darauf ein Wiedersehen zwischen Marlin und Nemo.
Allerdings währt die Freude nur kurz, da die drei in einen Fischschwarm geraten, der geradewegs in ein Fischernetz schwimmt; auch Dorie wird dabei eingefangen. Nemo schlägt vor, dass alle Fische nach unten schwimmen sollen, wobei Marlin nach anfänglicher Skepsis ihm vertraut und bei seinem Vorhaben unterstützt. Tatsächlich bringen die Fische dadurch das Netz zum Reißen und können sich befreien.
Zurück im Korallenriff wird Nemo von Marlin zur Schule begleitet, die Crushs Sohn Racker als Austauschschüler besucht. Die drei Haie besuchen das Riff und setzen Dorie in ihrem neuen Zuhause ab. Marlin ist fortan nicht mehr so besorgt um Nemo und lässt ihn guten Gewissens zu seinen Ausflügen ziehen; Nemo wiederum ist geduldiger mit seinem Vater.
In der letzten Szene des Films gelingt auch den anderen Fischen die Flucht aus dem Aquarium des Zahnarztes. Da das Reinigungssystem kaputt gegangen ist, wurden die Fische aus dem Aquarium geholt und in Plastikbeutel gesteckt. Genau wie von Khan geplant schaffen sie es, sich in den Beuteln bis ins Meer zu rollen, allerdings hat keiner von ihnen bedacht, wie sie aus den Plastikbeuteln rauskommen.

## Hintergrund

### Produktionsgeschichte
Nach den erfolgreichen Pixar-Filmen Toy Story und Monster AG sollte Findet Nemo das Ganze noch überbieten. Bereits dreieinhalb Jahre vor der Veröffentlichung des Films im Mai 2003 begann das Team mit ersten Storyentwürfen. Fast die Hälfte der gesamten Produktionszeit wurde dafür aufgewendet, die Geschichte bis ins kleinste Detail auszutüfteln und in einem animierten Story Reel immer weiter zu verfeinern.
Dass die Handlung bei diesem Animationsfilm im Meer angelegt ist, stellte sich als eine bis dahin unbekannte CGI-Herausforderung heraus. John Lasseter, der Produzent des Films, wusste um diese Schwierigkeit und ordnete intensive Recherchen an. Er schickte seine gesamte Crew in den Tauchurlaub, um als Vorbereitung auf die Animationsarbeiten Video- und Fotomaterial im Riff zu sammeln. Des Weiteren reisten die Macher nach Sydney, denn die im Film vorkommende Stadt sollte sehr realitätsnah dargestellt werden, so dass der Zuschauer gleich mit ihr vertraut sein würde. Auf der Tagesordnung standen außerdem Museumsbesuche, um die dort ausgestellten Fischexemplare genauestens unter die Lupe zu nehmen. Zu weiteren Studien wurde außerdem im Studio in Kalifornien ein Aquarium mit allen im Film relevanten Zierfischen eingerichtet. So sollte vor allem die Bewegung, aber auch das Verhalten der Fische untersucht werden.
Die ersten Gehversuche am Computer erwiesen sich jedoch als schwierig. Das Problem war, die Unterwasserwelt mit ihrer eigenen Optik wirklichkeitsgetreu darzustellen, erste Sequenzen erinnerten eher an milchigen Nebel. Zufriedenstellende Ergebnisse wurden erst erreicht, als das Meer durch viele Details wie die im Wasser schwimmenden Partikel, zahlreiche Lichtüberlagerungen und die einzelnen Strömungen in seiner ganzen Komplexität nachempfunden wurde. Nun sahen die Sequenzen derart realistisch aus, dass der Look ein wenig zurückgefahren werden musste, um den Vorstellungen einer Fantasiewelt, die es bei aller Genauigkeit immer noch sein sollte, zu entsprechen. Um die verschiedenen Wasserkonsistenzen darzustellen, wurden im Film verschiedene Unterwasserfarben verwendet. Als Nemo zu seinem ersten Schultag aufbricht, ist das Wasser in einem kristallklaren Türkisgrün gehalten, das im weiteren Verlauf des Films immer dunkler wird. Die Farbe ändert sich von Schwarz über Blau immer mehr in das Hafengrün Sydneys, je weiter die Handlung voranschreitet.
Eine weitere Herausforderung war die Darstellung der Fische. Wie wirken Fische mit Sprache, Emotionen und menschenähnlichen Gesten glaubhaft? Als optimale Lösung erwies sich ein Mittelweg. Die Figuren erhielten einerseits sehr viel Augenbrauenmasse, mit der sie jede erdenkliche Emotion ausdrücken können, andererseits wurden erste Gehversuche, bei denen die Fische ihre Flossen so einsetzten wie Menschen ihre Hände, verworfen und auf das Notwendigste zurückgefahren. Die Crew stellte außerdem fest, dass sie mit seitlichen Augen nicht viel anfangen konnte und stattete stattdessen alle Figuren mit einer Augenpartie vorne aus. Neue Überlegungen mussten zudem in der Animation der Bewegungen angestrengt werden. Die Pixar-Schmiede hatte bereits langjährige Erfahrung mit zweibeinigen (Toy Story), insektenfüßigen (Das große Krabbeln) und monsterartigen (Monster AG) Figuren, doch die seichte Bewegung von Fischen im schwerelosen Wasser erwies sich zunächst als schwierig. Erste Erfolge brachten Animationen, die vorhandenem Videomaterial exakt nachempfunden wurden.
Das Konzept ging auf, doch durch die Perfektionierung der Handlung, die intensiven Recherchen und die unvorstellbare Detaildichte bei Fischen, Schauplätzen und Meerespflanzen wurde das 90 Millionen US-Dollar umfassende Budget um vier Millionen US-Dollar überzogen. Nicht eingehalten wurde auch der Starttermin, der ursprünglich für 2002 vorgesehen war.

### Namensfindung der Figuren
Bei der Produktion ihrer Filme bedienen sich die Pixar Studios zumeist verschiedener Anspielungen, so auch bei der Namensgebung ihrer Figuren. Es ist z. B. denkbar, dass der Name Nemo der Figur Kapitän Nemo aus Jules Vernes Roman 20.000 Meilen unter dem Meer nachempfunden ist. Möglich ist ferner, dass der Anemonenfisch durch das in dieser Bezeichnung enthaltene „nemo“ sein eigenes Namensvorbild war. Sicher ist dagegen, dass Darla, die Nichte des Zahnarztes, ihren Namen in Anspielung auf die Pixarproduzentin Darla K. Anderson bekam. Bruce wurde hingegen eventuell in Anlehnung an den gleichnamigen mechanischen Hai benannt, den Steven Spielberg für seinen Kassenschlager Der weiße Hai (1975) verwendete.
Im englischen Original heißt der Aquariumsfisch mit dissoziativer Identitätsstörung Deb und Flo. Diese Namen sind zum einen übliche englische Kurzformen von Deborah und Florence, typischen Vertretern britischer älterer Damen. Gleichzeitig spielen die Kurzformen lautmalerisch auf die englischen Wörter für Ebbe und Flut, ebb und flow, an. Für Nemos Vater Marlin stand möglicherweise die Familie der Marline Pate. Die beiden Schildkröten heißen Crush und Squirt. Sie wurden offensichtlich nach zwei gleichnamigen Zitronenbrausen-Marken in den USA benannt.
In der deutschen Synchronfassung wurden viele der Rollennamen ersetzt. Die Schreibweise der Hauptrolle „Dory“ wurde in „Dorie“ angepasst. Im Aquarium des Zahnarztes gibt es in der deutschen Synchronversion die Figur Lee & Luv. Diese Namensgebung geschah wohl in Anspielung auf die beiden Begriffe aus der Seemannssprache, Luv und Lee. Die Baby-Schildkröte Squirt heißt im Deutschen Racker. Eine weitergehende Übersicht der Unterschiede ist in der Liste der Synchronsprecher zu finden.

### Soundtrack
Für die Filmmusik von Findet Nemo war zunächst Danny Elfman im Gespräch, der jedoch ebenso wie Hans Zimmer absagte. Produzent John Lasseter verpflichtete schließlich Thomas Newman, den Cousin von Randy Newman, der bis dahin die Musik für alle Pixar-Filme komponiert hatte.
Thomas Newman, der sonst eher für Erwachsenen-Sujets wie In the Bedroom (2001) oder The Salton Sea (2002) engagiert wurde, steuerte hier erstmals die Musik zu einem Animationsfilm bei. Seinen 39 Stücke umfassenden Soundtrack ergänzte Robbie Williams mit dem ursprünglich von Bobby Darin gesungenen Song Beyond the Sea, den Williams aus seinem bereits 2001 veröffentlichten Album Swing When You’re Winning auskoppelte.

### Sprecher
Für die Synchronisation war die FFS Film- & Fernseh-Synchron GmbH in München verantwortlich. Peter Stein schrieb das Dialogbuch, Dialogregie führte Frank Lenart.
| Figur                       | Originalsprecher  | Deutscher Sprecher         | Tier                                  |
| --------------------------- | ----------------- | -------------------------- | ------------------------------------- |
| Nemo                        | Alexander Gould   | Domenic Redl               | Echter Clownfisch                     |
| Marlin                      | Albert Brooks     | Christian Tramitz          | Echter Clownfisch                     |
| Coral/Cora                  | Elizabeth Perkins | Claudia Lössl              | Echter Clownfisch                     |
| Dory/Dorie                  | Ellen DeGeneres   | Anke Engelke               | Paletten-Doktorfisch                  |
| Crush                       | Andrew Stanton    | Udo Wachtveitl             | Meeresschildkröte                     |
| Squirt/Racker               | Nicholas Bird     | Maximilian Belle           | Meeresschildkröte                     |
| Nigel/Niels                 | Geoffrey Rush     | Thomas Fritsch             | Braunpelikan                          |
| Bruce                       | Barry Humphries   | Thomas Albus               | Weißer Hai                            |
| Mr. Ray/Herr Rochen         | Bob Peterson      | Jean Pütz                  | Gefleckter Adlerrochen                |
| Gill/Khan                   | Willem Dafoe      | Martin Umbach              | Halfterfisch                          |
| Bubbles/Blubbel             | Stephen Root      | Kai Taschner               | Gelber Segelflossendoktor             |
| Jacques                     | Joe Ranft         | Frank Lenart               | Indopazifische Weißband-Putzergarnele |
| Bloat/Puff                  | Brad Garrett      | Michael Gahr               | Kugelfisch                            |
| Peach/Bella                 | Allison Janney    | Sibylle Nicolai            | Seestern                              |
| Gurgle/Sushi                | Austin Pendleton  | Claus Brockmeyer           | Königs-Feenbarsch                     |
| Deb (und Flo)/Lee (und Luv) | Vicki Lewis       | Marina Köhler              | Vierbinden-Preußenfisch               |
| Anchor/Hammer               | Eric Bana         | John Friedmann             | Hammerhai                             |
| Chum/Hart                   | Bruce Spence      | Florian Simbeck            | Kurzflossen-Mako                      |
| Phillip Sherman             | Bill Hunter       | Willi Röbke                | Mensch (Zahnarzt)                     |
| Darla                       | Lulu Eberling     | Geraldine Haacke-Guillaume | Mensch (Nichte)                       |
| Tad/Kaul                    | Jordan Ranft      | Johannes Bachmann          | Gelber Masken-Pinzettfisch            |
| Bill/Urs                    |                   |                            | Gelber Masken-Pinzettfisch            |
| Pearl/Perle                 | Erica Beck        | Katharina Flach            | Flapjack Krake                        |
| Ted/Alois                   |                   |                            | Flapjack Krake                        |
| Sheldon/Egon                | Erik Per Sullivan | Kevin Iannotta             | Seepferdchen                          |
| Bob/Knut                    |                   |                            | Seepferdchen                          |
| Bernie                      | Rove McManus      | Benedikt Weber             | Krabben                               |
| Baz                         | Rove McManus      | Hubertus von Lerchenfeld   | Krabben                               |
| Möwen                       | Andrew Stanton    | Frank Lenart               | Möwen                                 |
| Hummer                      | Andrew Stanton    |                            |                                       |
| Schwertfisch                |                   |                            |                                       |
| Delfin                      |                   | Jörg Stuttmann             |                                       |
| Fluss-Seeschwalbe           |                   |                            |                                       |
| Moonfish/Moonfisch          | John Ratzenberger | Walter von Hauff           | Silberflossenblatt                    |

### Wissenswertes
Im Abspann hat Mike aus dem Pixar-Film Die Monster AG einen Cameo-Auftritt, als er durch das Bild schwimmt. Aber auch Nemo hat einen Kurzauftritt in Die Monster AG. Als Sulley das Kind am Schluss des Filmes wieder in sein Zimmer bringt und Abschied nimmt, liegt auf dem Fußboden ein Nemo-Kuscheltier.
In der Sequenz, in der Khan seinen Fluchtplan erläutert, fährt auf der Straße ein Pizza-Planet-Truck vorbei, der erstmals in Toy Story vorkam und in fast jedem Pixar-Film zu sehen ist. Der Wagen erscheint ein weiteres Mal gegen Ende des Films, gefolgt von einem gelben Fiat Nuova 500, wie er in Form der Figur Luigi in Cars auftritt.
Findet Nemo ist der erste Film der Pixar Animation Studios, in dem es – anders als bei Vorgängern wie Das große Krabbeln oder Monster AG – nach dem Abspann keine animierten Outtakes mehr gibt.
Findet Nemo ist dem am 29. Oktober 2002 an schwarzem Hautkrebs gestorbenen Glenn McQueen gewidmet. Er war ein Animator bei Pixar und leitender Mitarbeiter für Toy Story, Das große Krabbeln, Toy Story 2 und Die Monster AG.
Als Nemo aus dem Aquarium sieht und in das Wartezimmer des Zahnarztes schaut, sieht man in der Ecke einige Spielzeuge aus Toy Story, besonders gut zu erkennen ist Buzz Lightyear.

### Wiederveröffentlichung in 3D (2012)
Ursprünglich wurde der Film am 30. Mai 2003 veröffentlicht. Die VHS und DVD kamen am 4. November 2003 heraus. Nach dem Erfolg der 3D-Wiederveröffentlichung von Der König der Löwen kündigten Disney und Pixar für den 14. September 2012 auch eine 3D-Wiederveröffentlichung von Findet Nemo an.
In Deutschland und Österreich hingegen feierte der Film am 14. Februar 2013 seine Rückkehr auf die Kino-Leinwand.
Die deutsche Blu-ray wurde erstmals am 7. März 2013 veröffentlicht. Ausgewertet wird der Film sowohl in 2D als auch 3D. Ebenso erschien der Film erneut auf DVD.

## Rezeption

### Erfolg
Mit seinem Budget von 94 Millionen statt der ursprünglich geplanten 90 Millionen US-Dollar (etwa 79,8 Millionen Euro gegenüber 76,4 Millionen Euro, nicht inflationsbereinigt) weckte der Film von vornherein immense Erwartungen, die er größtenteils auch erfüllte. Er spielte allein an seinem Startwochenende in den Vereinigten Staaten 70 Millionen US-Dollar (59,4 Millionen Euro) ein. Das war zuvor noch keinem anderen Animationsfilm gelungen. Insgesamt brachte Findet Nemo rund 867,9 Millionen US-Dollar ein und wurde zum bis dahin finanziell erfolgreichsten Walt-Disney-Film, noch vor Der König der Löwen (siehe auch Liste erfolgreicher Filme). Durch die Wiederveröffentlichung des Films als 3D-Version im Jahr 2012 liegt das weltweite Einspielergebnis bei 936,7 Millionen US-Dollar, was ihn nach Toy Story 3 zum zweiterfolgreichsten Pixar-Film macht.
In der Liste der weltweit erfolgreichsten Filme aller Zeiten belegt Findet Nemo derzeit Platz 70 (Stand: 19. April 2025).
Der Erfolg des Films setzte sich beim DVD-Verkauf fort. Aufgrund der enormen Beliebtheit der Figuren und durch geschicktes Marketing erzielte der Film mit 28 Millionen Kopien noch einmal rund 950 Millionen US-Dollar Gewinn, was vor ihm noch keine andere DVD-Veröffentlichung geschafft hatte.
Auch die Hörspielfassung des Films verkaufte sich erfolgreich. So belegte die Hörspielkassette mit rund 1 Mio. verkauften Exemplaren Rang 25 der meistverkauften Kassetten einer Hörspielreihe/eines Interpreten.
| Umsatz                                                  | Einspielergebnis in US-Dollar | Einspielergebnis in Euro | Einspielergebnis in Schweizer Franken |
| ------------------------------------------------------- | ----------------------------- | ------------------------ | ------------------------------------- |
| … am Startwochenende in den Vereinigten Staaten         | 70.251.710                    | 60.745.102               | 56.760.223                            |
| … insgesamt in den Vereinigten Staaten                  | 339.714.978                   | 293.744.036              | 274.474.428                           |
| … insgesamt außerhalb der Vereinigten Staaten           | 528.179.000                   | 456.704.712              | 426.744.883                           |
| … insgesamt weltweit                                    | 867.893.978                   | 750.448.749              | 701.219.311                           |
| … zusätzlich weltweit bei der 3D-Wiederveröffentlichung | 54.128.283                    | 46.803.530               | 43.733.219                            |

Im deutschen Free-TV wurde Findet Nemo erstmals am Sonntag, dem 4. März 2007 auf ProSieben gezeigt. Die Erstausstrahlung wurde von durchschnittlich 4,97 Millionen Zuschauern verfolgt, was einem Marktanteil von 13,5 % entsprach. Davon gehörten 3,68 Millionen Zuschauer der werberelevanten Zielgruppe an (23,8 Prozent).
2016 belegte Findet Nemo bei einer Umfrage der BBC zu den 100 bedeutendsten Filmen des 21. Jahrhunderts den 96. Platz.

### Kritiken
Findet Nemo erhielt ein sehr gutes Presseecho, was sich auch in den Auswertungen US-amerikanischer Aggregatoren widerspiegelt. So erfasst Rotten Tomatoes fast ausschließlich wohlwollende Besprechungen und ordnet den Film dementsprechend als „Zertifiziert Frisch“ ein. Metacritic ermittelt aus den vorliegenden Bewertungen „Allgemeines Kritikerlob“. Auch das Publikum war begeistert. So vergaben US-Kinobesucher einen seltenen CinemaScore von A+ entsprechend der deutschen Schulnote 1+.
Der film-dienst empfand den Film als „stimmig bis in kleinste Einzelheiten, bewegend durch die nuancierte individuelle Charakterisierung und höchst amüsant“. „Man kann sich gar nicht sattsehen“, urteilte Die Zeit. Focus sah „ein Fest für die Augen“.

„Der Humor [kommt] natürlich nicht zu kurz in Finding Nemo und auch wenn im Prinzip alle Gags darauf beruhen, typisch-menschliche Angewohnheiten und Institutionen unter die Meeresoberfläche zu verlagern. […] Der Kern des Films [ist] […] die auch sinnbildliche Suche des Vaters nach seinem Sohn, die pädagogisch […] wertvolle Botschaft, seinen Kindern Raum zum Erwachsenwerden geben zu müssen (aber ohne dabei verantwortungslos zu sein) und natürlich die ewigen Themen Zusammenhalt, Freundschaft und Familie.“

„Die Pixar-Animationsstudios beweisen mit »Finding Nemo« erneut ihr Feingespür für gleichzeitig berührende wie humorvolle Trickgeschichten. Die auch sinnbildliche Suche des Vaters nach seinem Sohn ist liebevoll inszeniert, mit subtilen (Film-)Anspielungen gewürzt und dank feiner Figurenzeichnung auch ein geistiger Genuss. »Finding Nemo« ist vielleicht weniger komödienlastig als seine Vorgänger, dafür umso liebenswerter in seiner Geschichte“, urteilte der Filmspiegel.

### Einfluss
Der prominente filmische Einsatz von Anemonenfischen regte vor allem Kinder in den Vereinigten Staaten dazu an, sich einen solchen als Haustier zu wünschen, obwohl die Haltung derartiger Fische im Film als kompliziert und teuer dargestellt wird. Um die stark gestiegene Nachfrage zu befriedigen, wurde in Vanuatu 2004 die Fangquote für Anemonenfische erhöht.
Gleichzeitig wird im Film behauptet, alle Abflüsse führten ins Meer. So entgeht Nemo seiner Gefangenschaft im Aquarium, indem er durch einen Abfluss das Meer erreicht. Da Abwasser üblicherweise einer Behandlung unterzogen wird, bevor es in den Wasserkreislauf zurückgegeben wird, stichelte die Firma JWC Environmental, ein passenderer Titel für den Film sei Grinding Nemo, zu deutsch etwa Nemo mahlen. Besonders Kinder initiierten die vermeintliche Befreiung ihrer Zierfische durch das Aussetzen im Abfluss, was für die meisten Tiere im sicheren Tod endete. In Sydney selbst hingegen endet die Kanalisation tatsächlich im offenen Meer, ohne dabei eine nennenswerte Behandlung erfahren zu haben, wenn man von einigen Filter- und Pumpprozeduren absieht.
Der Film verursachte außerdem einen erheblichen Anstieg des Tourismus im Sommer und Herbst 2003 in Australien. Die Urlauber besuchten vor allem die im Film vorkommende Ostküste. Daraufhin startete die Australian Tourism Commission verschiedene Marketingkampagnen in China und den Vereinigten Staaten, um den Tourismus in Australien weiter anzukurbeln. Auch Queensland in Australien benutzte Findet Nemo als Promotion für seine Attraktivität als Urlaubsgegend.
Der französische Kinderbuchautor Franck Le Calvez warf Disney vor, Handlung und Figuren seinem Buch Pierrot Le Poisson-Clown entnommen zu haben. Le Calvez hatte seine Idee 1995 schützen lassen und das Buch im November 2002 veröffentlicht. Mit anwaltlicher Hilfe versuchte Le Calvez einen Anteil der in Frankreich erreichten Merchandising-Einnahmen zu erklagen und ging dabei bis vor den französischen Gerichtshof. Er verlor die Klage am 12. März 2004, ging jedoch am 5. Oktober desselben Jahres in Berufung. Laut Urteilsbegründung soll Pixar die Idee zum Film bereits 2000 fixiert haben. Zudem ließen sich die Ähnlichkeiten der Figuren nicht als Argument anbringen, da z. B. bei der Figur eines Anemonenfisches nicht die nötige Schöpfungshöhe erreicht werde. Franck Le Calvez und sein Verlag Flaven Scene mussten einen fünfstelligen Betrag als Schadensersatz zahlen und die Gerichtskosten übernehmen.

### Ehrungen

#### Für den Film
- Oscarverleihung 2004
  - Bester animierter Spielfilm
  - Nominiert für:
    - Beste Filmmusik
    - Bester Tonschnitt
    - Bestes Originaldrehbuch
- Golden Globe Awards 2004
  - Nominiert für: Bester Film – Komödie oder Musical
- MTV Movie Awards 2004
  - Nominiert für:
    - Beste komödiantische Performance
    - Bester Film
- Saturn Awards 2004
  - Bester Animationsfilm
  - Beste Nebendarstellerin (Ellen DeGeneres)
- Amanda Awards 2004
  - Nominiert für: Bester fremdsprachiger Spielfilm
- American Cinema Editors
  - Nominiert für: Bester Filmschnitt Komödie oder Musical
- Annie Awards 2004
  - Herausragende Leistung in einem animierten Spielfilm
  - Herausragende Charakteranimation (Doug Sweetland)
  - Herausragendes Charakterdesign in einem animierten Spielfilm
  - Herausragende Regie in einem animierten Spielfilm
  - Herausragende Effektanimation (Martin Nguyen)
  - Herausragende Filmmusik in einem animierten Spielfilm
  - Herausragendes Produktdesign in einem animierten Spielfilm
  - Herausragende Sprechleistung in einem animierten Spielfilm (Ellen DeGeneres)
  - Herausragendes Drehbuch für einen animierten Spielfilm
  - Nominiert für:
    - Herausragende Charakteranimation (David Devan)
    - Herausragende Charakteranimation (Gini Santos)
    - Herausragende Effektanimation (Justin Paul Ritter)
- BAFTA Award 2004
  - Nominiert für: Bestes Original-Drehbuch
- BMI Film & TV Awards 2004
  - BMI Film Music Award
- Hugo Awards 2004
  - Nominiert für: Beste dramatische Präsentation – Langform
- Online Film Critics Society Awards 2004
  - Bester animierter Spielfilm
- Satellite Awards 2004
  - Nominiert für:
    - Bester Film, animiert oder gemixt
    - Beste Filmmusik
- Europäischer Filmpreis 2003
  - Nominiert für: Bester nicht-europäischer Film
- Science Fiction and Fantasy Writers of America 2004
  - Nominiert für: Bestes Drehbuch
- Young Artist Awards 2004
  - Bester animierter Familienspielfilm
  - Beste Performance in einer Synchronisationsrolle – Junger Schauspieler (Alexander Gould)
  - Beste Performance in einer Synchronisationsrolle – Junge Schauspielerin (Erica Beck)
- National Board of Review 2003
  - Bester animierter Spielfilm
- American Screenwriters Association
  - Nominiert für: Discover Screenwriting Award
- BFCA Awards 2004
  - Bester animierter Spielfilm
  - Nominiert für: Bester Film
- DFWFCA Awards 2004
  - Bester Animationsfilm
- FFCC Awards 2004
  - Beste Animation
- Genesis Awards 2004
  - Bester animierter Spielfilm
- KCFCC Awards 2004
  - Bester Animationsfilm
- Kids’ Choice Awards 2004
  - Lieblingsfilm
  - Lieblingsstimme in einem Animationsfilm (Ellen DeGeneres)
- Las Vegas Film Critics Society Awards 2004
  - Bester Animationsfilm
- Golden Reel Awards 2004
  - Bester Tonschnitt in einem animierten Spielfilm – Musik
  - Nominiert für: Bester Tonschnitt in einem animierten Spielfilm – Sound
- Visual Effects Society Awards 2004
  - Herausragende Charakteranimation in einem animierten Spielfilm („Walisch sprechen“)
  - Nominiert für: Herausragende Charakteranimation in einem animierten Spielfilm („im Wal“)
- Toronto Film Critics Association Awards 2003
  - Bester Animationsfilm

#### Für Produkte rund um den Film
- Saturn Awards 2004
  - Nominiert für:
    - Beste Special-Edition-DVD
- Satellite Awards 2004
  - Beste DVD-Extras
- DVD Exclusive Awards 2003
  - Beste gelöschte Szenen, Outtakes und Patzer
  - Beste Spiele und Interaktivität
  - Bestes Menüdesign
  - Nominiert für:
    - Bestes Behind-the-Scenes-Programm
    - Beste neue Filmszenen
    - Beste DVD eines neuen Films

## Fortsetzung
Im Jahr 2005 kam es zwischen Michael Eisner von Disney und Steve Jobs von Pixar zu Meinungsverschiedenheiten bezüglich des Vertriebs der Pixar-Filme. Im Zuge dessen gab Disney bekannt, dass mit Circle 7 Animation ein eigens geschaffenes Animationsstudio die Fortsetzungen der Disney-eigenen Pixar-Filme erstellen sollte (betroffen gewesen wären die Filme zwischen 1995 und 2006).
Das Studio begann, Toy Story 3 und Die Monster AG 2 zu entwickeln; weiterhin wurde Laurie Craig beauftragt, ein Drehbuch für Findet Nemo 2 zu entwerfen. Nachdem Eisner von Robert Iger als CEO bei Disney abgelöst wurde und der Kauf von Pixar durch Disney arrangiert worden war, wurde Circle 7 geschlossen.
Im Juli 2012 wurde berichtet, dass Andrew Stanton an einer Fortsetzung unter dem Titel Finding Dory arbeite, wobei Victoria Strouse das Drehbuch schreibe und der Kinostarttermin für 2016 geplant sei. Im April 2013 bestätigte Disney die Fortsetzung sowie dass Ellen DeGeneres und Albert Brooks ihre Rollen als Dorie bzw. Marlin noch einmal sprechen würden. Der Film sollte zunächst am 25. November 2015 ins Kino kommen. Am 18. September 2013 gab Pixar jedoch bekannt, dass der Kinostart der Fortsetzung auf den 17. Juni 2016 in den amerikanischen Kinos verschoben sei, um so der Produktion mehr Zeit zu geben. Der ursprüngliche Starttermin am 25. November 2015 wurde durch den Pixar-Film Arlo & Spot besetzt. Der Film wurde schließlich am 17. Juni in den US-amerikanischen Kinos veröffentlicht.